# سنگ‌چشم‌کوکوی دم‌تیز
سنگ‌چشم‌کوکوی دم‌تیز یا سنگ‌چشم‌کوکوی مک‌گرگور (Malindangia mcgregori) گونه‌ای از پرندگان خانوادهٔ کوکوسنگ‌چشمان است. بومی جزیره میندانائو (فیلیپین) است.
زیستگاه طبیعی آن جنگل‌های کوهستانی نمناک نیمه‌گرمسیری یا گرمسیری است. به دلیل نابودی زیستگاه در حال نایاب شدن است.